# Grosthuizen
Grosthuizen is een dorp in de gemeente Koggenland, in de Nederlandse provincie Noord-Holland. Het dorp heeft 400 inwoners (2004).
Grosthuizen is een lintdorp dat tussen Avenhorn en Scharwoude is gelegen, ten zuidwesten de stad Hoorn. Bij Avenhorn wordt de verbinding tussen de twee dorpen Kathoek genoemd, een buurtschap die tegenwoordig wordt doorkruist door de provinciale weg N247. Het oostelijk deel valt formeel onder Grosthuizen. Bij de grens met de buurtschap en het eigenlijke dorp loopt de Slimdijk die naar het zuidelijk van Grosthuizen gelegen Oudendijk loopt.

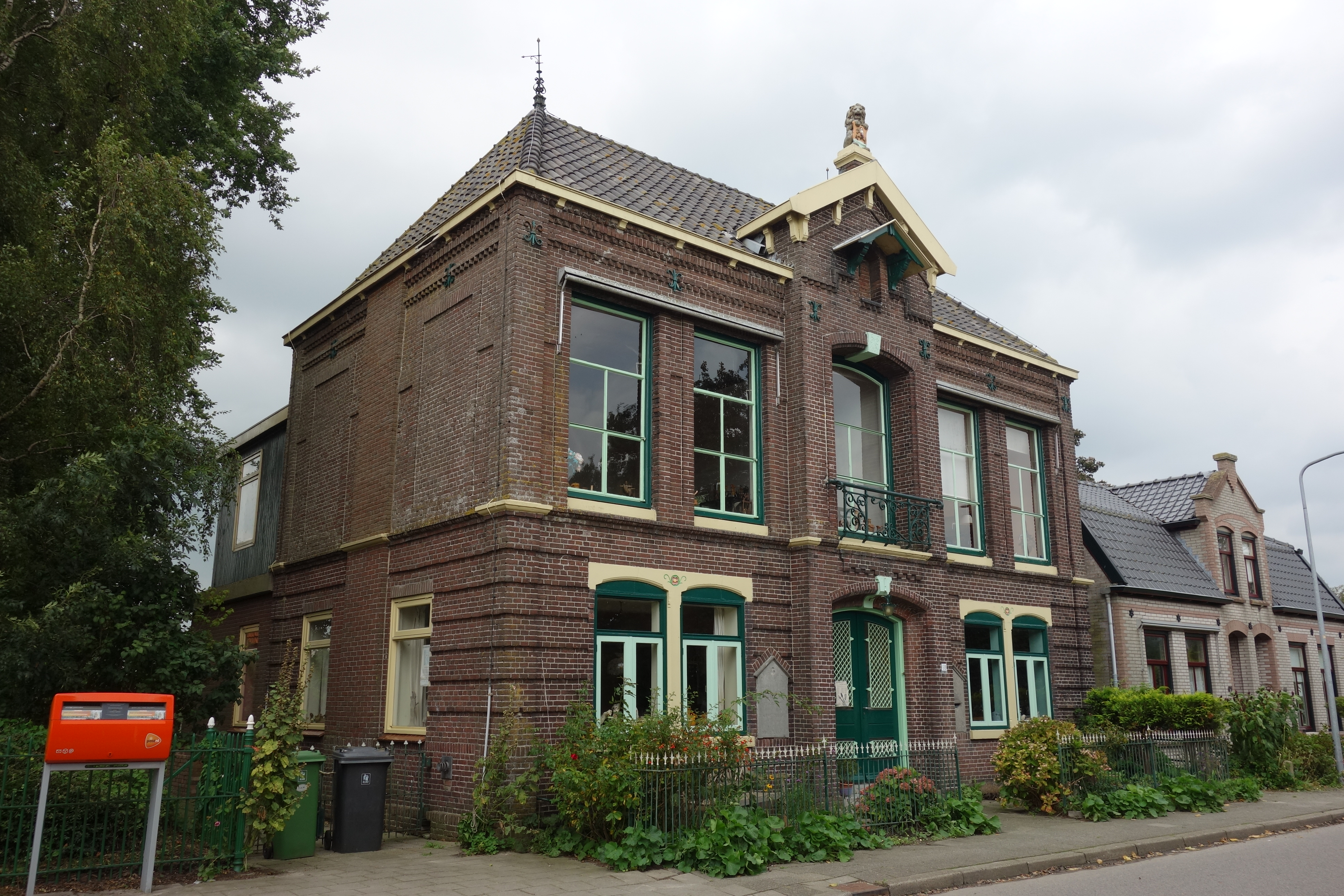
Het voormalige raadhuis van de gemeente Avenhorn

Grosthuizen was tot 13 april 1854 een zelfstandige gemeente. Na de opheffing van de gemeente behoorde Grosthuizen tot de gemeente Avenhorn, die zelf in 1979 opging in de gemeente Wester-Koggenland en in 2007 bij een nieuwe fusie in de gemeente Koggenland. Het raadhuis van de gemeente Avenhorn stond in Grosthuizen.
Het dorp heette vroeger Groot-Oosthuizen; het huidige Oosthuizen heette toen Lutje-Oosthuizen of Luttick-Oosthuizen ('Klein Oosthuizen'). Rond 1200 wordt de plaats gemeld als Asthusa Major, waarbij 'major' Latijn is voor 'groot' en Asthusa een gelatiniseerde vorm van 'Oosthuizen'. In 1388 komt de plaats als Groot-Oesthuzen voor en in 1745 ziet men voor het eerst de samentrekking Grosthuyzen.
Langs het noordelijke deel van het dorp loopt het water Grosthuizergouw, deze loopt over de hele lengte van het dorp en sluit met vertakking aan op de trekvaart Alkmaar-Hoorn.